# Woodruff Automobile Company
Woodruff Automobile Company war ein US-amerikanischer Hersteller von Automobilen.

## Unternehmensgeschichte
Die Brüder Albert M. und George E. Woodruff waren um 1900 bei der Akron Motor Carriage Company beschäftigt. Diese Gesellschaft stellte einige Prototypen von Automobilen her, musste aber im Juli 1901 aufgeben.
Die Brüder gründeten daraufhin 1902 das neue Unternehmen. Geldgeber kamen aus Akron und Cleveland, beides in Ohio. Unternehmenssitz und Fabrik waren in Akron. In Cleveland befand sich ein Verkaufsbüro. Im gleichen Jahr begann die Produktion von Automobilen. Der Markenname lautete Woodruff. Im März 1903 starb George Woodruff, der die treibende Kraft im Unternehmen war. 1904 endete die Produktion. Für 1903 sind 24 Fahrzeuge überliefert und für 1904 noch sechs.
Woodruff gründete 1905 die Akron Two-Cycle Automobile Company.

## Fahrzeuge
Von 1902 bis 1903 gab es nur kleine Fahrzeuge. Sie hatten einen Einzylindermotor im Heck. Eine Ausführung hatte einen Motor mit 4,5 PS, einen Aufbau als Runabout und einen Lenkhebel. Der Neupreis betrug 775 US-Dollar. Sowohl im Stanhope als auch im Dos-à-dos-Stanhope leistete der Motor 6 PS. Gelenkt wurde mit einem Lenkrad. Daneben ist ein leichter Lieferwagen mit der Bezeichnung Light Delivery Stanhope überliefert.
1904 erschien ein größeres Fahrzeug. Es hatte einen Dreizylindermotor mit 30 PS Leistung. Er war vorne im Fahrzeug montiert und trieb über eine Kette die Hinterachse an. Das Fahrgestell hatte 244 cm Radstand. Der Aufbau war je nach Quelle ein Tourenwagen oder ein Tonneau. Als Höchstgeschwindigkeit waren 72 km/h angegeben.

## Modellübersicht
| Jahr      | Modell      | Zylinder | Leistung (PS) | Radstand (cm) | Aufbau                       |
| --------- | ----------- | -------- | ------------- | ------------- | ---------------------------- |
| 1902–1903 | 4 ½ HP      | 1        | 4,5           |               | Runabout                     |
| 1902–1903 | 6 HP        | 1        | 6             |               | Stanhope, Dos-à-dos Stanhope |
| 1902–1903 | Lieferwagen | 1        | 6             |               | Light Delivery Stanhope      |
| 1904      | 30 HP       | 4        | 30            | 244           | Tourenwagen                  |